# Tour da Valônia

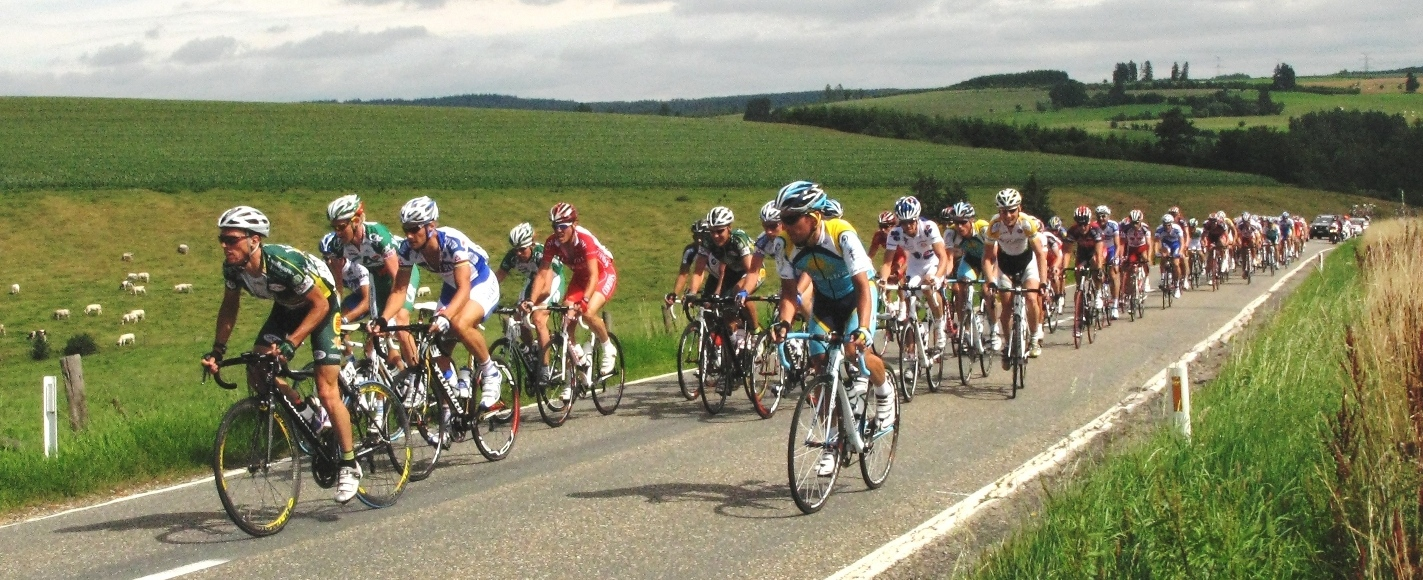
Tour de Valônia 2008. Etapa 4 com chegada em Houffalize

O Tour da Valônia (oficialmente: Tour de Wallonie) é uma competição ciclista por etapas belga que se disputa na Valônia.
Fundada em 1974 foi uma competição para amadores até 1996 quando se estabeleceu pára ciclistas profissionais. Desde a criação dos Circuitos Continentais UCI em 2005 faz parte do UCI Europe Tour, dentro da categoria 2.hc (máxima categoria destes circuitos).
Seu nome tem variado através do tempo:
- Tour Hainaut Ocidental (1974,1977-1979,1982-1989)
- Tour de Hainaut (1976,1990-1993)
- 3 Dias Péruwelz (1975)
- 4 Dias de Hainaut Ocidental (1980-1981)
- Tour das Regiões Valonas (1994-1995)
- Tour da Região Valônia (1996-2006)
- Tour da Valônia (desde 2007)

## Palmarés
| Ano                                   | Vencedor               | Segundo            | Terceiro             |
| ------------------------------------- | ---------------------- | ------------------ | -------------------- |
| edições amador Tour Hainaut Ocidental |                        |                    |                      |
| 1974                                  | Luc Demets             | Patrick Lefevere   | Martin Balcaen       |
| 3 Dias Péruwelz                       |                        |                    |                      |
| 1975                                  | Jean-Luc Vandenbroucke | Pol Verschuere     | Ferdi Van Den Haute  |
| Tour de Hainaut                       |                        |                    |                      |
| 1976                                  | Pierre Leurquin        | Dirk Heirweg       | Bernard Lecocq       |
| Tour de Hainaut Ocidental             |                        |                    |                      |
| 1977                                  | Alfons De Wolf         | Dirk Wayenberg     | Dirk Heirweg         |
| 1978                                  | Jo Maas                | Hughes Cosaert     | Egbert Koersen       |
| 1979                                  | Ronny Van Holen        | Mieczysław Nowicki | Rudy Cottignies      |
| 4 Dias de Hainaut Ocidental           |                        |                    |                      |
| 1980                                  | Gerrit Van Gestel      | Marc Sergeant      | Jos Haex             |
| 1981                                  | Nico Emonds            | Eric Vanderaerden  | Marc Sergeant        |
| Tour de Hainaut Ocidental             |                        |                    |                      |
| 1982                                  | Eric Vanderaerden      | Viktor Schraner    | Michael Maue         |
| 1983                                  | Tadeusz Krawczyk       | Siegurt Muller     | Andrzej Serediuk     |
| 1984                                  | Mario Kummer           | Andrzej Serediuk   | Patrick Toelen       |
| 1985                                  | Uwe Ampler             | Peter Harings      | Eddy Schurer         |
| 1986                                  | Maurizio Fondriest     | Bruno Bruyere      | Christian Thary      |
| 1987                                  | Mario Kummer           | Olaf Ludwig        | Paul Curran          |
| 1988                                  | Joost Van Adrichem     | Patrick De Wael    | Harry Rozendal       |
| 1989                                  | Johan Verstrepen       | Peter Farazijn     | Dominique Chignoli   |
| Tour de Hainaut                       |                        |                    |                      |
| 1990                                  | Pascal Chanteur        | Gérard Picard      | Víktor Rjaksíniki    |
| 1991                                  | Abraham Olano          | Patrick Evenepoel  | Hervé Boussard       |
| 1992                                  | Lars Teutenberg        | Martin van Steen   | Vladimir Muravskis   |
| 1993                                  | Mauro Bettin           | Geert Van Bondt    | Wim Feys             |
| Tour das Regiões Valonas              |                        |                    |                      |
| 1994                                  | Joona Laukka           | Denis Francois     | Wim van de Meulenhof |
| 1995                                  | Paolo Valoti           | Mario Aerts        | Thierry Marichal     |
| Tour da Região Valônia                |                        |                    |                      |
| 1996                                  | Thomas Fleischer       | Pascal Chanteur    | Maurizio Frizzo      |
| edições profissionais                 |                        |                    |                      |
| 1997                                  | Thierry Marichal       | Nico Mattan        | Rik Verbrugghe       |
| 1998                                  | Frank Vandenbroucke    | Thierry Marichal   | Ludo Dierckxsens     |
| 1999                                  | Mikael Kyneb           | Marc Streel        | Andrei Tchmil        |
| 2000                                  | Axel Merckx            | Björn Leukemans    | Vincent Cali         |
| 2001                                  | Glenn D'Hollander      | Bert Roesems       | David Millar         |
| 2002                                  | Paolo Bettini          | Luca Paolini       | Daniele Nardello     |
| 2003                                  | Julian Dean            | Michele Bartoli    | Yaroslav Popovych    |
| 2004                                  | Gerben Löwik           | Bert De Waele      | Christophe Agnolutto |
| 2005                                  | Luca Celli             | Olivier Kaisen     | Guido Trentin        |
| 2006                                  | Fabrizio Guidi         | Nico Sijmens       | Kurt Asle Arvesen    |
| Tour de Valônia                       |                        |                    |                      |
| 2007                                  | Borut Božič            | Frédéric Gabriel   | Pietro Caucchioli    |
| 2008                                  | Sergei Ivanov          | Greg Van Avermaet  | Paolo Bettini        |
| 2009                                  | Julien El Fares        | Pavel Brutt        | Alexandr Kolobnev    |
| 2010                                  | Russell Downing        | Marco Marcato      | Laurent Mangel       |
| 2011                                  | Greg Van Avermaet      | Joost van Leijen   | Ben Hermans          |
| 2012                                  | Giacomo Nizzolo        | Gianni Meersman    | Pim Ligthart         |
| 2013                                  | Greg Van Avermaet      | Anthony Geslin     | Alexandr Kolobnev    |
| 2014                                  | Gianni Meersman        | Juan José Lobato   | Silvan Dillier       |
| 2015                                  | Niki Terpstra          | Victor Campenaerts | Sergey Lagutin       |
| 2016                                  | Dries Devenyns         | Gianni Meersman    | Viacheslav Kuznetsov |
| 2017                                  | Dylan Teuns            | Tosh Van der Sande | Benjamin Thomas      |
| 2018                                  | Tim Wellens            | Quinten Hermans    | Pieter Serry         |
| 2019                                  | Loïc Vliegen           | Tosh Van der Sande | Dries De Bondt       |
| 2020                                  | Arnaud Démare          | Greg Van Avermaet  | Amaury Capiot        |
| 2021                                  | Quinn Simmons          | Stan Dewulf        | Alexis Renard        |
| 2022                                  | Robert Stannard        | Loïc Vliegen       | Mattias Skjelmose    |
| 2023                                  | Filippo Ganna          | Joshua Tarling     | Brent Van Moer       |
| 2024                                  | Matteo Trentin         | Corbin Strong      | Alex Kirsch          |

## Palmarés por países
| País              | Vitórias |
| ----------------- | -------- |
| Bélgica           | 19       |
| Itália            | 7        |
| Países Baixos     | 4        |
| Alemanha Oriental | 3        |
| França            | 3        |
| Alemanha          | 2        |
| Polónia           | 1        |
| Espanha           | 1        |
| Finlândia         | 1        |
| Dinamarca         | 1        |
| Nova Zelândia     | 1        |
| Eslováquia        | 1        |
| Rússia            | 1        |
| Reino Unido       | 1        |
| Estados Unidos    | 1        |
| Austrália         | 1        |

## Estatísticas

### Mais vitórias gerais
| Ciclista          | Vitórias | Anos       |
| ----------------- | -------- | ---------- |
| Mario Kummer      | 2        | 1984, 1987 |
| Greg Van Avermaet | 2        | 2011, 2013 |